# Terraplane

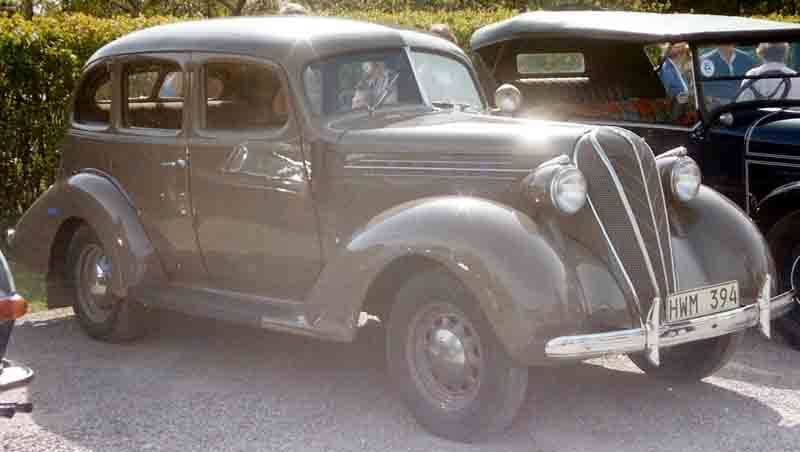
Terraplane De Luxe Series 61 Limousine (1936)

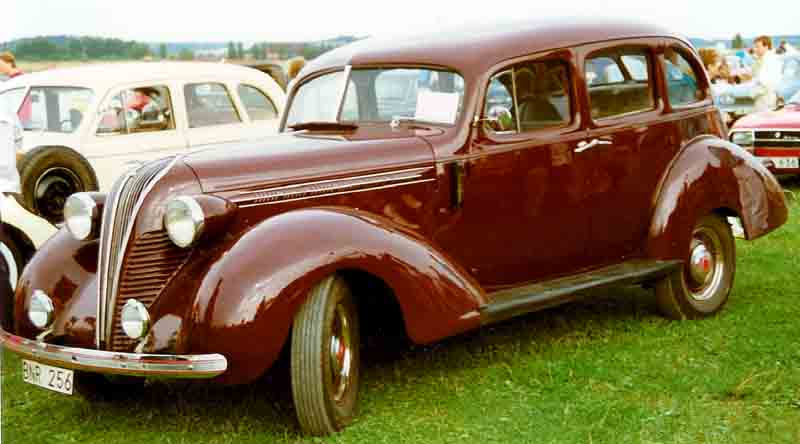
Terraplane Super Limousine (1937)

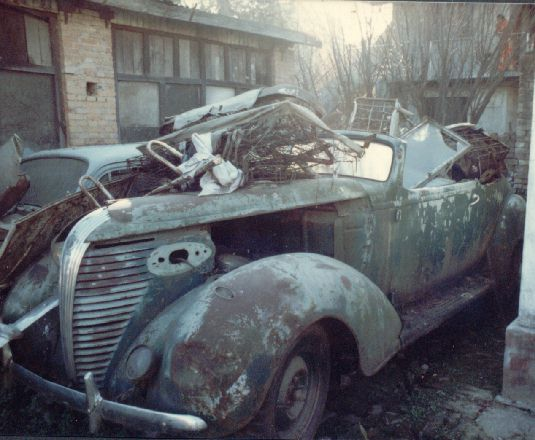
Schrottreifes Terraplane Cabriolet in Kathmandu, (Nepal) (1980).

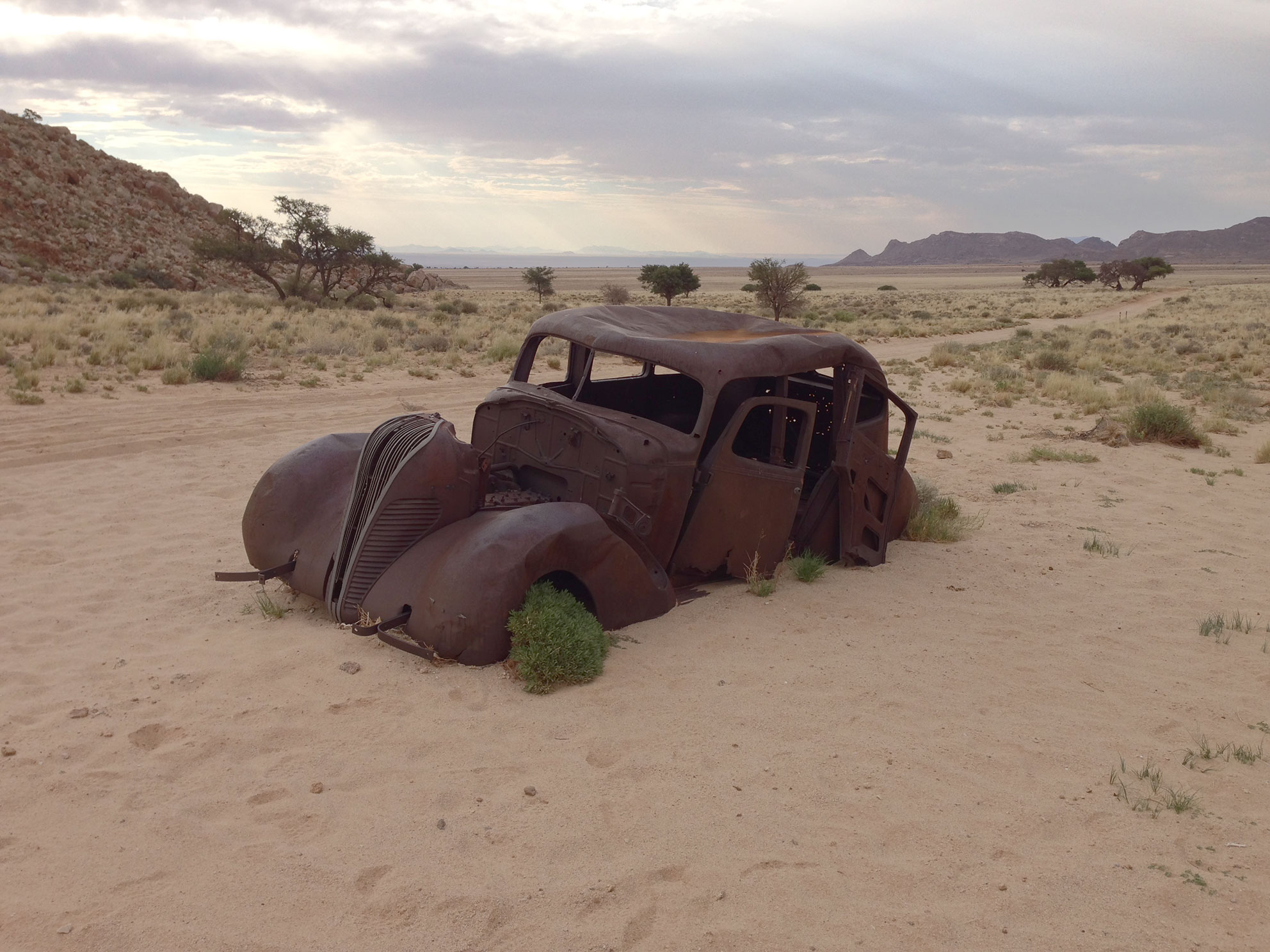
1934er Terraplane bei Klein-Aus, Namibia.

Terraplane war eine Automarke der Hudson Motor Car Co. in Detroit und existierte von 1932 bis 1938. Im ersten Jahr hieß der Wagen Essex-Terraplane, im Folgejahr fiel der Name Essex weg und ab 1936 wurde die Marke vollkommen in die Hudson-Palette integriert. Der Terraplane war ein kostengünstiges, aber leistungsfähiges Fahrzeug für Stadt und Land. Es gab PKWs und LKWs dieses Namens. Den PKW gab es auch als Cabriolet.

## Marktveränderungen
Hudson stellte seit 1919 die preisgünstige Essex-Linie her. 1922 wurde die Essex Motor Company in die Hudson Motor Car Co. integriert. Man schreibt dem Essex allgemein zu, geschlossene Automobile erschwinglich gemacht zu haben.
Abnehmende Verkaufszahlen des Essex und der immer größer werdende finanzielle Druck der Weltwirtschaftskrise zwangen Hudson, den Essex durch ein neu konstruiertes Auto mit geringeren Fertigungskosten und geringerem Verkaufspreis zu ersetzen. Der neu entworfene Wagen von 1932 hieß Essex-Terraplane. Hudson bat die bekannte Fliegerin Amelia Earhart, die Einführung des ersten Terraplane zu unterstützen. Weil er ein kleines, aber sehr leistungsfähiges, Auto mit einem sehr exakt gebauten Stahlrahmen war, kaufte Orville Wright sich einen der ersten Wagen. Das Modell von 1932 sah den Essex-Vorgängern sehr ähnlich. Das Modell von 1933 führte noch den Namen Essex-Terraplane am Kühlergrill, wurde aber bereits als Terraplane vermarktet.

## Terraplane-Jahre
Die Terraplane-Modelle 1933 und 1934 gab es wahlweise mit einem Achtzylindermotor. Der Terraplane Eight hatte einen Achtzylinder-Reihenmotor mit 244 cu in. (3998 cm³) Hubraum. (Der Hudson hatte einen vergleichbaren Motor, aber mit 254 cu in. (4162 cm³) Hubraum). Der Hudson Eight - Motor hatte eine Bohrung von 3" (76,2 mm), der Terraplane-Motor eine von 2 15/16" (74,6 mm). Beide hatten einen Hub von 4,5" (114,3 mm).
Der Terraplane Eight hatte ein längeres Fahrgestell, eine längere Motorhaube und längere vordere Kotflügel um dem großen Motor genügend Platz zu geben. Er hatte im Unterschied zum Sechszylinder Lüftungsöffnungen seitlich an der Motorhaube. Es heißt, ein Terraplane Eight Coupé von 1933 stellte einen Rekord bei dem Bergrennen am Pikes Peak auf, der mehr als 20 Jahre lang Bestand hatte. Der Terraplane wurde von dem Gangster John Dillinger als bevorzugter Fluchtwagen verwendet.
Der Terraplane wurde bis 1938 hergestellt. Dann nannte Hudson sein einfachstes Modell Hudson 112. Die Zahl beruhte auf dem Radstand in Zoll.
Fahrgestell und Motor des Terraplane wurde auch für den britischen Railton (gebaut von 1933 bis 1939) verwendet. Diese Firma wurde 1939 von Hudson aufgekauft.

## Einfluss in der Musik
Der Blues-Sänger Robert Johnson schrieb und sang das berühmte Lied Terraplane Blues, in dem der Terraplane eine Metapher für Sex wurde. Im Liedtext springt das Auto nicht an und Johnson vermutete, dass seine Freundin den Wagen einen anderen Mann fahren ließ, während er nicht da war. Johnson beschreibt einige mechanische Probleme seines Terraplane und erschafft so vor dem Auge des Zuhörers eine kaum verhüllte sexuelle Anspielung.
Terraplane Blues wurde so etwas wie ein Blues-Standard; Elliott Sharp nannte seine Blues-Band nach diesem Song.
Der Led-Zeppelin-Song Trampled Under Foot basiert auf Robert Johnsons Terraplane Blues, da Robert Plant Autoteile als sexuelle Metaphern benutzt.
Rory Gallagher bezieht sich auf den Terraplane in seinem Lied Middle Name vom Album Fresh Evidence.
Foghat coverte Terraplane Blues in ihrem Album Fool For The City.
Marc Bolan von T. Rex bezieht sich auf dieses Auto in mindestens 2 Liedern, Children of the Revolution und Rip Off.